# Храстовско
Храстовско је насељено место у саставу града Лудбрега у Вараждинској жупанији, Хрватска. До територијалне реорганизације у Хрватској налазило се у саставу старе општине Лудбрег.

## Становништво
На попису становништва 2011. године, Храстовско је имало 760 становника.

## Попис1991.
На попису становништва 1991. године, насељено место Храстовско је имало 805 становника, следећег националног састава:
| Попис 1991.‍  | Попис 1991.‍  | Попис 1991.‍ | Попис 1991.‍ | Попис 1991.‍ |
| ------------ | ------------ | ----------- | ----------- | ----------- |
|              |              |             |             |             |
| Хрвати       | Хрвати       |             | 797         | 99,00%      |
| Срби         | Срби         |             | 2           | 0,24%       |
| Муслимани    | Муслимани    |             | 1           | 0,12%       |
| Словенци     | Словенци     |             | 1           | 0,12%       |
| неопредељени | неопредељени |             | 3           | 0,37%       |
| непознато    | непознато    |             | 1           | 0,12%       |
| укупно: 805  |              |             |             |             |